# Kaiwo Maru II
Le Kaiwo Maru II (ou T.S. Kaiwo Maru II) a été construit en 1989 sur le chantier naval Sumitomo Heavy Industries, Ltd. au Japon. Il est le sister-ship du Nippon Maru II lancé en 1984.
Ce quatre-mâts barque remplace  le Kaiwo Maru, navire musée visible au Kaiwo Maru Park de Tokyo.

## Histoire

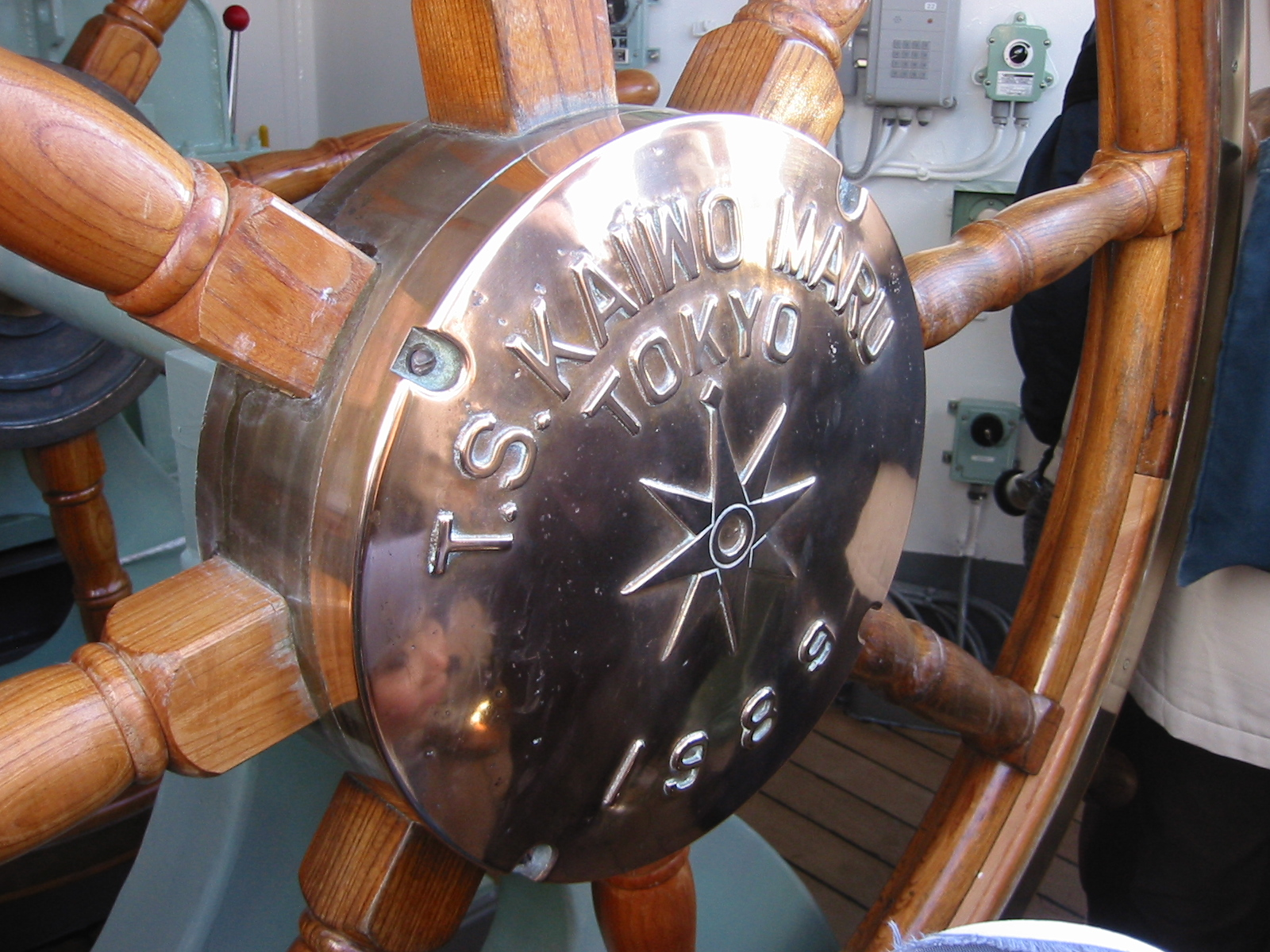
Kaiwo Maru II

Il est géré par l'Institut national de formation pour la navigation maritime (NIST)  à Yokohama.
À quatre reprises, en 1990, 1991, 1994 et 1995, le Nippon Maru II a remporté le Boston Teapot Trophy. C'est le prix qui récompense chaque année le voilier le  plus rapide et qui couvre la plus grande distance sur une période de 124 heures (5 jours et 4 heures) entre le 1er janvier et le 31 décembre.